# Phallus hadriani
Il Phallus hadriani (Vent., Synopsis Methodica Fungorum (Göttingen): 246 (1801).) è un curioso fungo della famiglia delle Phallaceae, molto simile al più noto Phallus impudicus. Entrambi si caratterizzano essenzialmente per due motivi: 
1. per via della forma "fallica", che cioè ricorda una sorta di pene,
2. perché lo stesso emana un forte odore cadaverico percepibile anche a diversi metri di distanza.

L'odore sgradevole, come per il P. impudicus, viene emanato da una gleba mucillaginosa contenente le spore ubicata sulla parte superiore del carpoforo; il suo scopo è quello di attirare su di sé gli insetti che ne resteranno imbrattati e che, di conseguenza, diffonderanno le spore del fungo. Sì può principalmente differenziare dal Phallus impudicus per il peridio di colore rosa, invece che bianco.

## Descrizione della specie

### Corpo fruttifero
A forma di ovetto, inizialmente avvolto dalla volva chiusa di color rosa, vinata oppure violetta; poi si apre liberando un gambo cilindrico, cavo, spugnoso, bianco, forato alla sommità (uno pseudo-cappello) che spesso risulta leggermente appuntita, con superficie esterna alveolata e ricoperta da gleba mucillaginosa molto maleodorante di colore verde scuro cangiante, a volte un po' violetta.

Spesso raggiunge dimensioni considerevoli, fino a 30 cm di lunghezza.

La gleba è preda degli insetti, come già detto; col tempo gli stessi l'asportano completamente lasciando la sommità traforata scoperta.
Il meccanismo di propagazione è identico a quello di altre specie e generi vicini, ad esempio il Clathrus ruber.

### Carne
Fragile, bianca, fetida.
- Odore: all'inizio gradevole ma dopo i primi istanti cadaverico, insopportabile, percepibile anche a distanza di parecchi metri; "rafanoide" allo stato di ovolo, alla sezione.
- Sapore: fungino gradevole (allo stato di ovolo, privo del peridio).

### Spore
Verdognole scure in massa.

## Habitat
Fruttifica in estate-autunno, su terreni umidi nei boschi misti o nei giardini.

A differenza del congenere P. impudicus predilige terreni sabbiosi.

Piuttosto raro.

## Commestibilità
Non commestibile, poco invitante.

Comunque da proteggere, data la rarità.
In alcuni paesi del nord Europa viene raccolto e consumato allo stato di ovolo privo del peridio gelatinoso, quando l'odore non è ancora diventato cadaverico.

## Specie simili
- Phallus impudicus, con volva di colore bianco candido oppure bianco sporco e con la sommità meno appuntita del P. hadriani.

## Etimologia
Dal latino hadriani = di Adriano (imperatore romano).

## Sinonimi e binomi obsoleti
- Ithyphallus impudicus var. carneus (Lemmerm.) Sacc. & D. Sacc. (1905)
- Ithyphallus impudicus var. imperialis (Schulzer) De Toni
- Ithyphallus impudicus var. iosmos (Berk.) De Toni
- Phallus imperialis Schulzer

## Nomi comuni
- Satirione, Uovo del diavolo
- (EN)  Dune Stinkhorn (corno fetido della duna)
- (EN)  Sand Stinkhorn (corno fetido della sabbia)
- (DE)  Dünen-Stinkmorchel  (morchella fetida della duna)